# Kilyén
Kilyén (románul Chilieni, németül Kilön) falu Romániában, Erdélyben, Kovászna megyében. Közigazgatásilag Sepsiszentgyörgyhöz tartozik.

## Fekvése
Sepsiszentgyörgytől 3 km-re délre, vele csaknem szemben, az Olt bal partján fekszik.

## Története
Ősidők óta lakott hely. Az Egrestő területén bronzkori, római kori és 12. századi telepek nyomaira bukkantak. A mai falut 1334-ben említik Kylien alakban. 1910-ben 500, túlnyomórészt magyar lakosa volt. A trianoni békeszerződésig Háromszék vármegye Sepsi járásához tartozott. 1992-ben 622 lakosából 617 fő magyar és 5 román volt.
2012 szeptemberében 8-an haltak meg egy vasúti balesetben a falu határában.

## Látnivalók
- Unitárius temploma 13. századi eredetű, 1334-ben már plébániatemplom, 1497-ben gótikus stílusban átépítették. Falain 1427-ből származó freskók láthatók: Szent László-legenda, Utolsó vacsora, Kánai menyegző. Rovásírásos emlék is található itt.
- Református temploma 1728-ban épült, 1914-ben tornyát javították.
- A 18. századból való Szilágyi-udvarházban középkori falképeket találtak.
- A Vajna-udvarházból mára csak az alapfalak maradtak.
- Székely-Potsa-kúria (épült 1820-as évek).
- Czakó-ház (1813), ma is lakóház.
- Szilágyi kúria (18. század).
- Kilyéni temető

## Híres emberek
- Itt született Szilágyi Sándor alezredes, 1848-as hős.
- Itt született Kilyéni Czakó Áron (1821–1900), 1848-as honvédhadnagy
- Itt  hunyt el Halmágyi István (1719–1785), naplóíró
- Kilyéni előnevet viselte Ferencz József (1835–1928), unitárius püspök
- Itt született Benkő Béla (1920–2013) aranyokleveles gépészmérnök, gyárigazgató, akinek az Egyesült Izzólámpa és Villamossági (Tungsram) Rt.-ben 1968-tól 1981-ig gyárigazgatóként volt feladata a termelés és a fejlesztés szervezése, irányítása https://www.3szek.ro/load/cikk/131145/szaz-eve-szuletett-kilyeni-benko-bela-memento